# Pictichromis
Pictichromis is een geslacht van straalvinnige vissen uit de familie van dwergzeebaarzen (Pseudochromidae).

## Soorten
- Pictichromis aurifrons (Lubbock, 1980)
- Pictichromis caitlinae Allen, Gill & Erdmann, 2008
- Pictichromis coralensis Gill, 2004
- Pictichromis diadema (Lubbock & Randall, 1978)
- Pictichromis ephippiata (Gill, Pyle & Earle, 1996)
- Pictichromis paccagnellae (Axelrod, 1973)
- Pictichromis porphyrea (Lubbock & Goldman, 1974)
- Pictichromis dinar Randall & Schultz, 2009